# Parafia Zmartwychwstania Pańskiego w Białymstoku (prawosławna)
Parafia Zmartwychwstania Pańskiego – parafia prawosławna w Białymstoku, w dekanacie Białystok należącym do diecezji białostocko-gdańskiej. Siedziba parafii znajduje się na osiedlu Leśna Dolina.
Na terenie parafii funkcjonuje 1 cerkiew:
- cerkiew Zmartwychwstania Pańskiego w Białymstoku – parafialna

## Historia
Dekretem z 14 lutego 1989 abp Sawa powołał do życia parafię Zmartwychwstania Pańskiego w Białymstoku przy ulicy gen. Władysława Sikorskiego 9, na osiedlu Leśna Dolina; między innymi również dla osiedli Słoneczny Stok i Zielone Wzgórza. Świętem parafialnym ustanowiona została Niedziela Antypaschy (Niedziela o Tomaszu). Proboszczem parafii został ks. Włodzimierz Cybuliński.
1 października 1999 zostało ustanowione drugie święto parafialne ku czci Matki Bożej Wsiecarycy (Wszechkrólowej). Przy tej okazji metropolita Sawa w asyście biskupa białostocko-gdańskiego Jakuba i duchowieństwa dokonał poświęcenia krzyża na dzwonnicę oraz dzwonów.
Parafia obejmuje swym zasięgiem trzy białostockie osiedla: Słoneczny Stok, Zielone Wzgórza i Leśną Dolinę.

## Cerkiew parafialna
W dniu 7 maja 1989 arcybiskup Sawa dokonał poświęcenia placu pod budowę cerkwi tymczasowej. Dnia 22 kwietnia 1990 nastąpiło położenie kamienia węgielnego pod budowę świątyni Zmartwychwstania Pańskiego, która ma być kontynuacją cerkwi rozebranej w 1938. Projekt świątyni wykonali architekci Jan Kabac i Jerzy Uścinowicz oraz Władysław Ryżyński. Świątynię ukończono w 1999.

## Wykaz proboszczów
- 1989–2014[1] – ks. Włodzimierz Cybuliński
- 2014–2017 – ks. Walenty Olesiuk
- od 2017 – ks. Marek Ławreszuk[2]